# Novo Selo (Gradiška)
Novo Selo (szerbül: Ново Село), falu Gradiška községben, Bosznia-Hercegovinában, Bosanska krajina területén, a Szerb Köztársaságban. 

## Fekvése
Bosznia-Hercegovina északi részén, Banja Lukától légvonalban 40, közúton 47 km-re északra, községközpontjától légvonalban 8, közúton 12 km-re kelet-délkeletre, 90-92 méteres magasságban, a Szávától délre elterülő síkságon fekszik.

## Népessége
| Nemzetiségi csoport | Népesség 1991 | Népesség 2013 |
| ------------------- | ------------- | ------------- |
| Szerb               | 0             | 149           |
| Bosnyák             | 1             | 1             |
| Horvát              | 305           | 5             |
| Jugoszláv           | 4             | 0             |
| Egyéb               | 0             | 2             |
| Összesen            | 310           | 157           |

## Története
Novo Selo 1920-ig Gornja Dolina falu része volt, így sok novoseloi lakos szerepel az ottani plébánia anyakönyvében, mint Gornja Dolina-i születésű. A dolinai plébánia is 1920-ban vált le a Bosanska Gradiška-i római katolikus plébániáról. Addig az évig a falu alsó részét Kolibištának, a felső részét Verguzovcinak (Vrguzovci) hívták. Lakói katolikus horvátok voltak. Előbb a Szerb-Horvát-Szlovén Királyság, majd 1929-től a Jugoszláv Királyság része volt.
Jugoszlávia megszállása után a település a Független Horvát Állam (NDH) része lett. A második világháborúban a településnek 65 halálos áldozata volt, akiket többségben a partizánok gyilkoltak meg, illetve a partizánokkal vívott harcban estek el. Csak az 1945. február 7-i végengzésben 16 embert öltek meg brutálisan.
A falu 1945-től a szocialista Jugoszlávia része volt. 1971-ben egy Szent Anna kápolna épült a faluban, melyet a boszniai háború idején lerombotak és a horvát lakosságot elűzték. Az elűzöttek többsége a Száva folyó túlpartján, Horvátországban, Újgradiška környékén telepedett le. A daytoni békeszerződést követő területfelosztásnál Bosanska Gradiška község részeként a Szerb Köztársaság területéhez került. Az elűzött horvátok helyére a háború után szerb lakosság települt be.

## Nevezetességei
- Szent Anna tiszteletére szentelt római katolikus kápolnáját 1971-ben építették. A boszniai háború során lerombolták. Az újjáépített kápolnát 2021-ben szentelték fel.[6]